# Extremely Low Frequency
ELF er en forkortelse for det engelske tekniske begreb Extremely Low Frequency ("Ekstremt Lav Frekvens"). ELF er radiobølger i frekvensintervallet (fra men ikke med) 3 Hz – 30 Hz, der har følgende korresponderende bølgelængdeinterval i vakuum (fra men ikke med) 100.000 km - 10.000 km.
(Indenfor atmosfærisk videnskab er der en alternativ definition af Extremely Low Frequency, som er 3 Hz to 3 kHz.)
Radiokommunikation i ELF-området er meget langsom. Derfor benyttes dette spektrum udelukkende til kommunikation, hvor der ikke er andre muligheder. ELF er i stand til at gennemtrænge saltvand, hvorfor USA's flåde bruger ELF til kommunikation med neddykkede undervandsbåde.